# Везёлка
Везёлка (Везеница, устар. Болховец) — река в Белгородской области. Является правым притоком реки Северский Донец и протекает по центральной части города Белгород.
Имеет притоки: Искринка (левый приток, впадает возле села Стрелецкое) и Гостёнка (правый приток, впадает на окраине Белгорода).

## Название и географическая путаница
Первые сохранившиеся письменные упоминания реки относятся к рубежу XVI—XVII веков.
Это такие знаменитые памятники русской географии, как:
- Роспись польским дорогам 1594 года,
- Книга Большому Чертежу (сохранилась в редакции XVII века),
- Роспись стоялым головам на поле 1571 года,
- Роспись расстояний между украинными городами 1659 года.

В источниках XVI—XVII веков река названа Везеницей. Везёлка — более позднее искажение. Оно связано со стремлением устного языка к унификации. Многие притоки Днепра и Дона пишутся через ел-ол. Например: Ворскол стала Ворскла, известны также Топлинка, Хорол, Псёл, Сула (Суол), Воргол и др.
Значение слова Везеница известно. В документах XVI—XVII вв. неоднократно упоминаются «рукавицы с везеницами». То есть дословно «река-переносчик», река-перевозчик.
К сожалению для обозначения реки используются и другие названия, что ведёт к путанице. Связано это прежде всего с тем, что у маленькой Везёлки два притока: Искринка и Гостянка. Соответственно, Везёлка может быть названа и Искринкой и Гостёнкой.
Гостёнка первоначально называлась Угрим, затем Гостенкой, затем Болховец или Болховой. Это изменение связано с тем что на Гостянке было поселено село Болховец. До этого в районе Везёлки существовал город Болховец. Наконец, реку Везёлка называют Возовой, что опять же отражает её транспортное значение.
Исток реки до слияния с Искринкой в 12 км от устья также называют Васильевка Большая.

## Притоки (км от устья)
- 3,1 км: река Гостянка
- 12 км: река Васильевка Большая

## История

### Роль реки в истории Белгорода
К 1646 году земляной вал Белгородской Засечной Черты протянули от Карпова к Болховец, оттуда — 4 версты — вдоль Везёлки к Северскому Донцу.
- Везеницкие ворота Белгородской крепости.
- Форсирование Везелки в ходе освобождения Белгорода.

### Название
На современных топографических картах река обозначается как Везелка. На плане генерального межевания XVIII века река именуется как Везелица/Везеница, а приток Искринка поименован как Болоховецкий колодезь. На трёхвёрстной карте Шуберта р. Болоховецкий колодезь уже называется Болховец. Вероятно это и есть истоки путаницы топонимов.
В научных публикациях, под влиянием сведений водного реестра, оба названия приводятся как синонимы.
В XIX веке названия Везелка и Болховец упоминались как принадлежащие разным рекам:

21. Волость Болховецкая.

106. Болховец (слободы Стрелецкая, Драгунская, Казацкая и Пушкарная), <…>при речках Болховце и Везелке…
Поскольку указанные пункты находятся при впадении Искринки в Везелку, очевидно что Болховец — это не Везелка, а Искринка (в водном реестре Искринка приведена как одно из названий реки Болховец, наряду с Гостенка и Возовец).

### Важное географическое положение реки
Река играла ключевое значение в истории региона и многих народов, его населяющих.

#### Волок из Днепра в Дон
Левые притоки Днепра и правые притоки Дона разделены водораздельными возвышенностями. Первая возможность перетащить суда из одной речной системы в другую суть нижеследующая: из Днепра подняться в верховья Ворсклы в район современных Грайворона — Борисовки — Томаровки к Хотмыжскому и Карпову городищу. Отсюда подняться к верхам левых небольших притоков Ворсклы. От них волок к Везелке или её притокам Гостенка и Искринка. Далее спуск по Везелке в Северский Донец и Дон.
Классический исторический пример. 1709 год. Полтавская битва. Магазины русской армии сосредоточены в Белгороде (Северский Донец). С районом Полтавы (Ворскла) их связывает Везёлка.

#### Пограничный рубеж степи и лесостепи
В междуречье Днепра и Дона, только три реки, текущих с севера на юг, могут служить рубежами, перекрывающими этот естественный коридор с запада на восток — Ока (бассейн Волги), Сейм и Везелка.
С юга на север, огибая притоки Днепра и Дона по водоразделам, проходил Муравский шлях. Везелка — первый рубеж, его перекрывающий.
Классический исторический пример: Строительство Белгородской оборонительной черты в XVII веке по линии река Везелка.
Таким образом, в разные исторические эпохи Везелка то связывала две важные речные системы Восточно-Европейской равнины, то служила рубежом между кочевым югом и земледельческим севером.

## Населённые пункты
На реке расположены следующие населённые пункты (в порядке от истока к устью):
Городское поселение Томаровка Яковлевского района:
- хутор Махнов
- хутор Цыхманов
- хутор Федоренков
- хутор Семин
- хутор Роговой

Пушкарское сельское поселение Белгородского района:
- село Пушкарное

Стрелецкое сельское поселение Белгородского района:
- село Стрелецкое

Город Белгород.
Везёлка делит Белгород на две части: центральная часть с северным районом (на левом берегу) и «Харьковская гора» (на правом берегу). Таким образом, Везёлка является одной из градостроительных осей Белгорода. В пригороде Белгорода Красное в Везёлку впадает Гостенка. В городе через Везёлку перекинуты несколько мостов, за последним из них река впадает в Северский Донец.

## Данные водного реестра
По данным государственного водного реестра России относится к Донскому бассейновому округу, водохозяйственный участок рекиСеверский Донец от истока до границы РФ с Украиной без бассейнов рек Оскол и Айдар, речной подбассейн реки Северский Донец (российская часть бассейна). Речной бассейн реки Дон (российская часть бассейна).
Код объекта в государственном водном реестре — 05010400112107000010740.